# Heiner-Hans Körting
Heiner-Hans Körting, auch Heinrich Hans Bertold Körting (* 3. Mai 1911 in München; † 12. Juni 1991 in Dornburg) war ein deutscher Keramiker.

## Leben und Werk

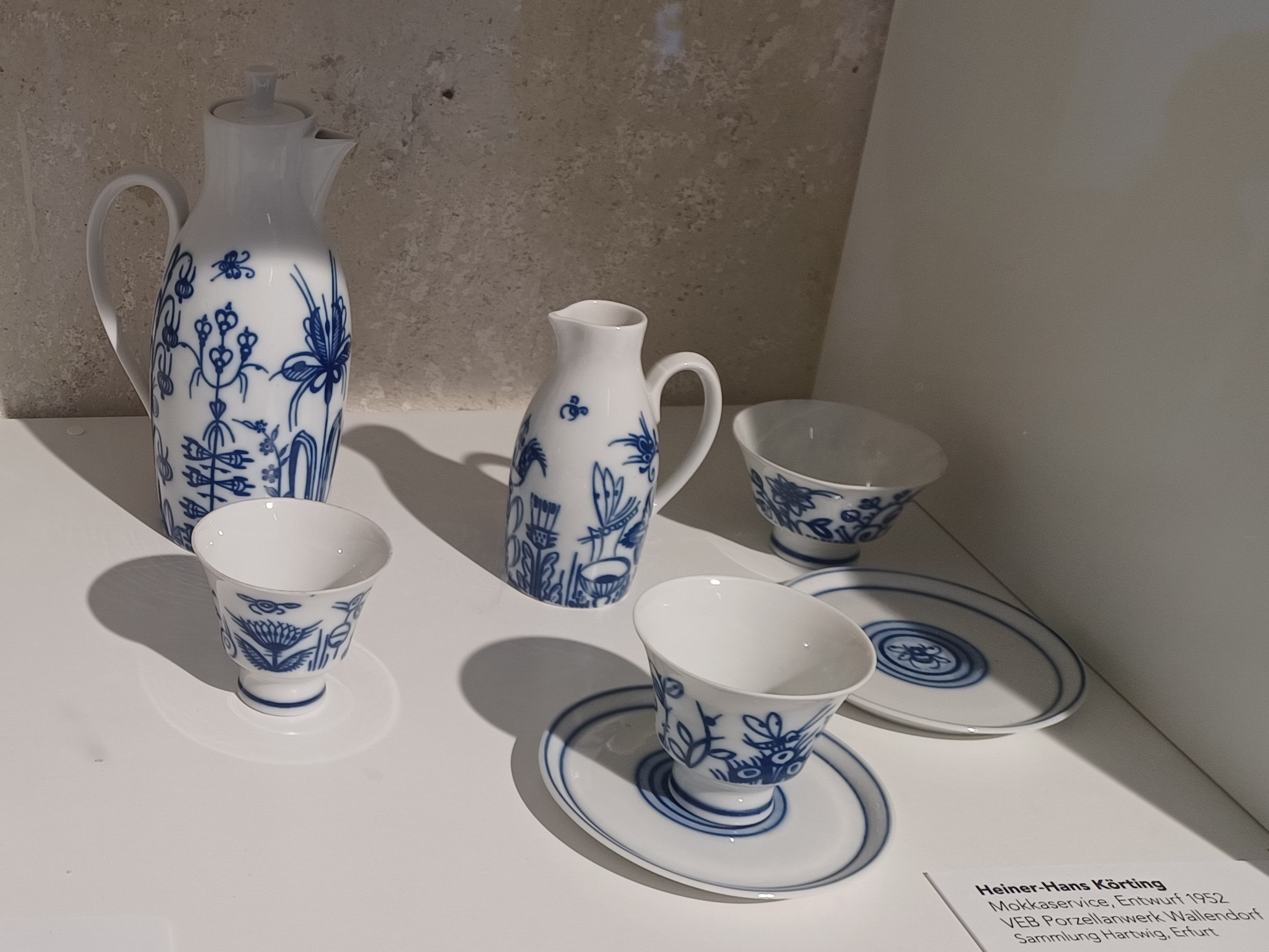
Mokkaservice (Entwurf 1952)

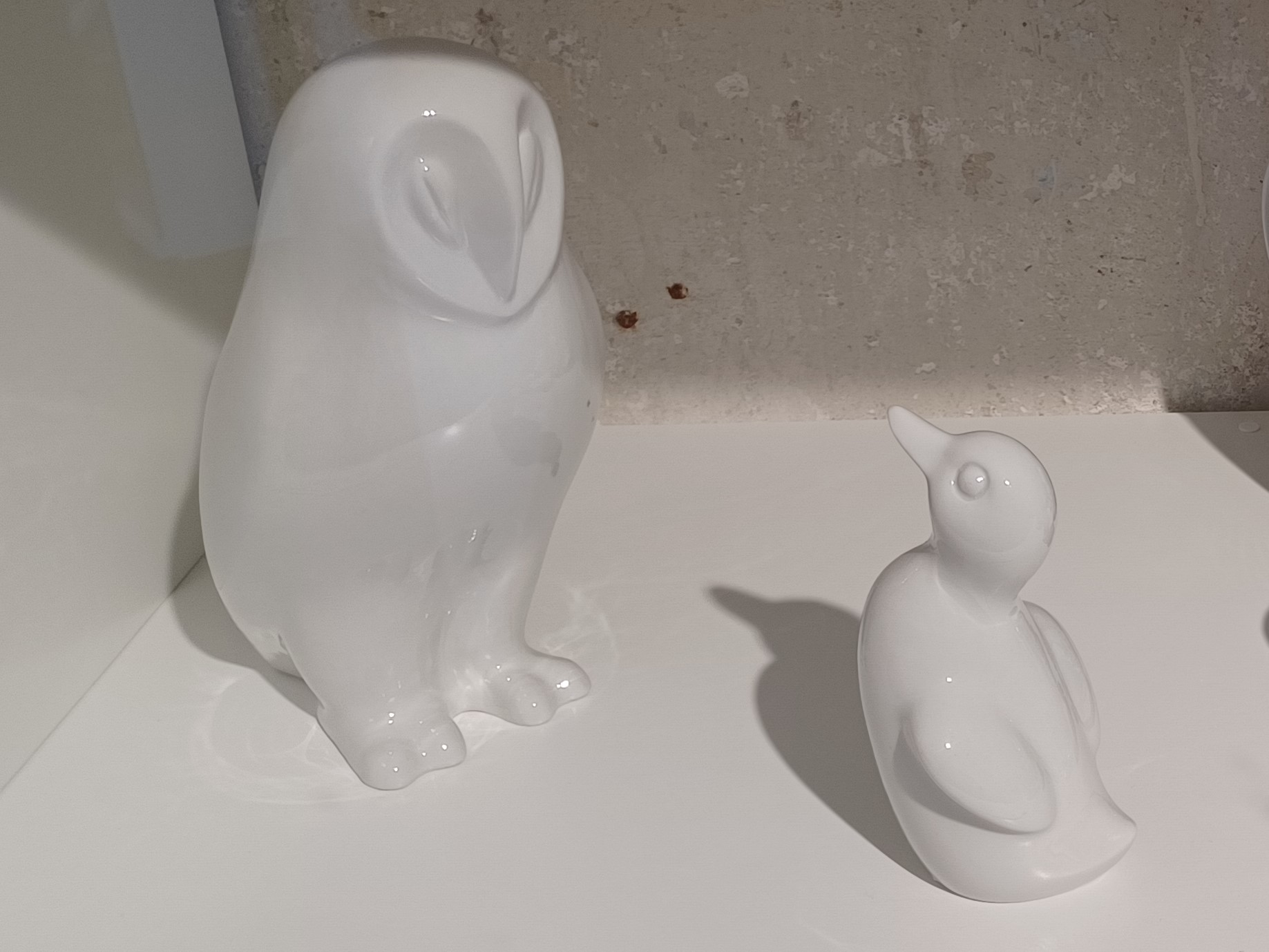
Figuren „Ente“ und „Eule“ (1970)

Körting war ein Sohn des Gartenarchitekten Berthold Louis Oskar Körting (1883–1930) und der Keramikerin Helene Körting, geb. Sprick (1881–1976). Seine Geschwister waren der Architekt Peter Paul Körting (* 1909), der Gartengestalter Karl Philipp Körting (* 1913) und die Gold- und Silberschmiedin Marlene Eva Körting. Sein Vater war von 1924 bis 1925 Teilhaber der Douglas-Hill’schen Werkstätte KG in Oranienburg und hatte dann eigene renommierte Keramik-Werkstätten in Oranienburg.
Die Familie zog 1914 nach Potsdam. Nach dem Realgymnasium in Potsdam und Babelsberg hatte Körting von 1927 bis 1929 in Velten ein Praktikum in der Richard Blumenfeld Veltener Ofenfabrik AG, die nach der Machtergreifung in Veltag umbenannt wurde. Er war dann bis zu deren Schließung 1931 Volontär in den elterlichen Werkstätten in Oranienburg und beteiligte sich an deren Arbeiten für Museen, so an der Rekonstruktion des Ischtar-Tors und der Prozessionsstraße im Berliner Vorderasiatischen Museum.
Von 1929 bis 1931 studierte er an der Keramischen Fachschule Höhr-Grenzhausen und an den Vereinigten Staatsschulen für freie und angewandte Kunst in Berlin. Dort waren seine Lehrer u. a. Ludwig Gies und für Aktzeichnen Hans Meid. Von 1931 bis 1935 war Körting Assistent in der Keramik-Klasse der Kunstgewerbe- und Handwerkerschule Berlin West. 1934 bestand er die Gesellenprüfung als Keramiker. Von 1935 bis 1941 arbeitete er als Praktikant und freier Mitarbeiter der Veltener Ofenfabrik und Baukeramik-Werke Schmidt-Lehmann.
1935 heiratete Körting die Keramikerin Gerda Körting, geb. Gülcher. Die Ehe wurde 1955 geschieden.
Ab 1941 nahm Körting als Soldat der Wehrmacht am Zweiten Weltkrieg teil. 1945 wurde er aus der britischen Kriegsgefangenschaft in Schleswig-Holstein entlassen und arbeitete bis 1946 als Hilfsarbeiter in Bremen in der Ziegelei Eichhoff. Von 1946 bis 1949 war er freischaffender Maler und Grafiker in Jena. Dabei fertigte er u. a. Illustrationen für den Weimarer Verlag Werden und Wirken.
1949 übernahm er mit seiner Frau Gerda die zuletzt von Otto Lindig geleitete vormalige Keramikwerkstatt des Bauhauses in Dornburg. Dort arbeitete er bis 1954 mit ihr und ab 1955 mit seiner späteren zweiten Frau, Elisabeth Körting, geb. Koch, als freischaffender Keramiker.
1951 erwarb Körting den Meistertitel. Er schuf vor allem Gefäß- und Gartenkeramik und architekturbezogene keramische Werke und seit den 1960er Jahren abstrakte und Tierplastiken, die besondere Aufmerksamkeit fanden. Körting „prägte seit 1949 die Geschichte der Keramikherstellung“ und genoss internationales Renommee.
Er hatte in der DDR und im Ausland eine bedeutende Zahl von Einzelausstellungen und Ausstellungsbeteiligungen, u. a. von 1958 bis 1983 an fünf Deutschen Kunstausstellungen bzw. Kunstausstellungen der DDR in Dresden.
Körtings Sohn Ulrich Körting (* 1956) übernahm 1991 die Werkstatt. Der Sohn Kristian Körting (* 1949) ist gleichfalls Keramiker.

## Mitgliedschaften
- ab 1950: Kulturbund
- ab 1950: Handwerkskammer
- ab 1952: Verband Bildender Künstler der DDR

## Ehrungen (unvollständig)
- 1962: Goldmedaille der Internationalen Keramikausstellung Prag
- Kunstpreis des Bezirks Gera
- Johannes-R.-Becher-Medaille
- Verdienstmedaille der DDR
- drei Diplome der Internationalen Faenza-Ausstellung

## Museen und öffentliche Sammlungen mit Werken Körtings (unvollständig)
- Berlin: Keramik-Museum Berlin
- Bürgel: Keramik-Museum Bürgel
- Dresden: Kunstgewerbemuseum[6]

## Postume Personalausstellungen
- 2000: Posterstein, Museum Burg Posterstein („Die Körtings in Dornburg. 50 Jahre Keramikwerkstatt“)
- 2011/2012: Bürgel, Keramik-Museum Bürgel („Körting-Keramik. Sieben Jahrzehnte“)